# Kulturní vyobrazení Kateřiny Aragonské

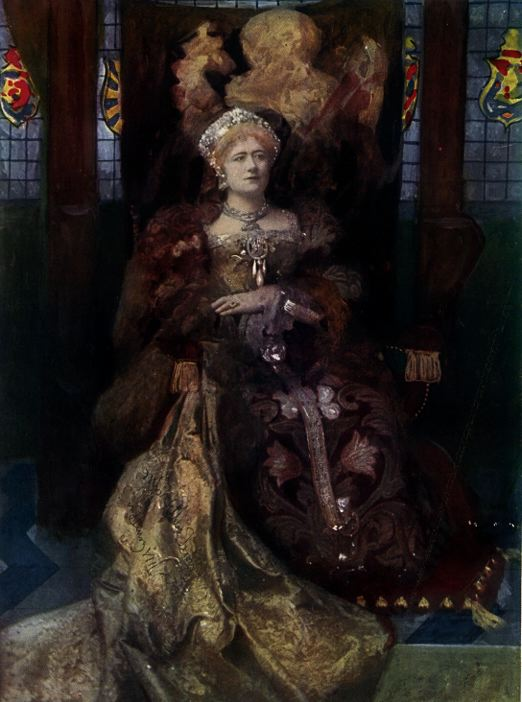
Dáma Ellen Terry jako Kateřina Aragonská

Kateřina Aragonská byla anglickou královnou od června 1509 do května 1533 jako první manželka krále Jindřicha VIII. Byla mnohokrát zobrazena ve filmu, televizi, divadelních hrách, románech, písních, básních a dalších uměleckých formách, a díky tomu zůstává velmi živá v kolektivní paměti.

## V umění a médiích
První epizoda seriálu Šest žen Jindřicha VIII. je vyprávěna z jejího pohledu (a hraje ji Annette Crosbie). Charlotte Hope ji ztvárňuje v minisérii Španělská princezna od STARZ, která je založena na knize Královský slib od Philippy Gregory. Hra Jindřich VIII. od Williama Shakespeara velmi přesně zachycuje Kateřinino prohlášení o legitimnosti jejího manželství při slyšení v Blackfriars před králem Jindřichem, a Shakespeare ji zobrazuje velmi soucitně. Většina zbytku hry se však snaží mnohé – zejména Jindřicha VIII. – ospravedlnit, mění časové určení klíčových událostí (včetně smrti Kateřiny), a některé události zcela opomíjí (například hra líčí Jindřicha téměř jako nevinnou oběť intrik zlého kardinála Wolseye, a končí před popravou Anny Boleynové).
V lednu 2013 Národní portrétní galerie v Londýně oznámila, že její kurátoři nedávno zjistili, že portrét v Lambethském paláci, dříve považovaný za zobrazení Kateřiny Parrové, ve skutečnosti znázorňuje Kateřinu Aragonskou. Galerie oznámila, že obraz, který visel v soukromém salónku arcibiskupa canterburského nejméně od 19. století, bude spárován s portrétem Jindřicha VIII. již ve sbírce galerie a zůstane zde zapůjčený.

### Hudba a rýmovačky
- Píseň „Green groweth the holly“ prý byla napsána Jindřichem VIII. pro Kateřinu.[3]
- Ve známé anglické dětské říkance „I Had a Little Nut Tree“ je označována jako „dcera krále Španělska“.[4]
- Na albu The Six Wives of Henry VIII od Ricka Wakemana je „Catherine of Aragon“ uvedena jako první skladba.[5]

### Knihy
Kateřina je hlavní postavou v těchto dílech:
- Panenská vdova, Bezdětná královna a Královské tajemství od Jean Plaidy
- My Catalina od Maureen Peters
- The King's Pleasure od Norah Lofts
- Královský slib od Philippy Gregory (román o Kateřininých mladých letech)
- Patience, Princess Catherine od Carolyn Meyer (román pro mládež)
- Catherine of Aragon/My Tudor Queen od Alison Prince
- Kateřina Aragonská: Pravá královna od Alison Weir
- The Spanish Queen od Carolly Erickson

Kateřina vystupuje jako postava v těchto knihách:
- Královské vraždy od Jean Plaidy
- The Trusted Servant od Alison Macleod
- Králova přízeň, The King's Curse a Tři královny - Boj o tudorovský trůn od Philippy Gregory
- Dvorní dáma, druhý díl série Dynastie Morlandů, od Cynthie Harrod-Eagles
- Wolf Hall od Hilary Mantel
- I, Elizabeth od Rosalind Miles
- Třetí královna od Carolly Erickson

### Divadlo, film, jeviště a televize
Kateřinu ztvárnily (chronologicky):
- Sarah Siddons v 18. století ve Shakespearově hře Jindřich VIII. Řekla Samuelu Johnsonovi, že role královny Kateřiny byla její nejoblíbenější ze všech shakespearovských rolí, protože byla „nejpřirozenější“.[6]
- Violet Vanbrugh ve filmové adaptaci Shakespearovy hry Jindřich VIII. z roku 1911 (první filmové ztvárnění).[7]
- Německá herečka Hedwig Pauly-Winterstein ve filmu Anna Boleynová z roku 1920.
- Rosalie Crutchley ve filmu Meč a růže, který líčí romanci Marie Tudorovny s vévodou ze Suffolku v roce 1515.
- Řecká herečka Irene Papas ve filmu Hala B. Wallise Tisíc dnů s Annou (1969).
- Britská herečka Annette Crosbie v devadesátiminutovém televizním dramatu Catherine of Aragon, první části seriálu BBC Šest žen Jindřicha VIII., za kterou získala v roce 1971 cenu BAFTA za nejlepší herečku.[8]
- Frances Cuka ve filmu Jindřich VIII. a jeho šest žen (1972), natočeném podle výše zmíněného seriálu. Keith Michell si znovu zahrál Jindřicha VIII. Ve filmu je scéna mezi Frances Cukou a Charlotte Rampling (jako Anna Boleynová), která ukazuje jejich chladnou, tichou nenávist.
- Annabelle Dowler v dokumentárním seriálu The Six Wives of Henry VIII (2001) od Dr. Davida Starkeyho.
- Španělská herečka Yolanda Vázquez v krátkém výstupu v britské televizní verzi To druhé Boleynovic děvče (leden 2003), po boku Jareda Harrise jako Jindřicha VIII. a Nataschy McElhone jako Marie Boleynová.[9]
- Assumpta Serna v dvoudílném televizním dramatu Jindřich VIII. (ITV, říjen 2003), kde titulní roli hrál Ray Winstone. První část sleduje králův život od narození jeho nemanželského syna Henryho Fitzroye až po popravu Anny Boleynové v roce 1536. David Suchet zde hrál kardinála Wolseye.[10]
- Marge Simpsonová (hlas Julie Kavner) jako „Margerine Aragonská“ v epizodě Toulky historií s Marge seriálu Simpsonovi.[11]
- Maria Doyle Kennedy v seriálu Tudorovci (2007, Showtime) po boku Jonathana Rhys Meyerse jako Jindřicha. Za svůj výkon získala cenu IFTA za nejlepší vedlejší herečku v televizi[12] a cenu Gemini za vedlejší roli v dramatickém seriálu.[13]
- Ana Torrent ve filmové adaptaci Králova přízeň (2008), s Ericem Banou jako Jindřichem VIII.
- Virginia Weeks v divadelní hře Six Dead Queens and an Inflatable Henry.[14]
- Victoria Peiró ve filmu The Twisted Tale of Bloody Mary (2008).[15]
- Siobhan Hewlett v dokumentu Henry VIII: The Mind of a Tyrant (2009).[16]
- Kate Duchêne v adaptaci Jindřicha VIII. v divadle Shakespeare's Globe (2010).[17]
- Joanne Whalley v seriálu Wolf Hall.[18]
- Natalia Rodríguez Arroyo ve španělském historickém seriálu Isabel.[19]
- Mélida Molina ve španělském historickém seriálu Carlos, rey emperador.[20]
- Paola Bontempi v dokumentárním pořadu BBC One Tajemství šesti manželek.[21]
- Jarneia Richard-Noel v muzikálu Six (2017), od Tobyho Marlowa a Lucy Moss. Muzikál měl premiéru na West Endu v roce 2019.[22]
- Adrianna Hicks v broadwayské verzi Six the Musical, která měla premiéru v říjnu 2021.
- Jessica Ransom v seriálu Děsivé dějiny (2015).
- Charlotte Hope jako Kateřina v minisérii Španělská princezna (Starz), která je založena na dvou románech Philippy Gregory. Série byla vysílána v květnu 2019.[23]
- Drag queen Choriza May jako Kateřina Aragonská v epizodě Snatch Game pořadu RuPaul’s Drag Race: UK vs the World – 2. série, po boku Tii Kofi jako Anny Boleynové.